# Pronasoona
Genre
Pronasoona est un genre d'araignées aranéomorphes de la famille des Linyphiidae.

## Distribution
Les espèces de ce genre se rencontrent en Asie du Sud-Est.

## Liste des espèces
Selon World Spider Catalog (version 16.5, 21/11/2015) :
- Pronasoona aurata Millidge, 1995
- Pronasoona sylvatica Millidge, 1995

## Publication originale
- Millidge, 1995 : Some linyphiid spiders from south-east Asia. Bulletin of British arachnological Soceity, vol. 10, no 2, p. 41-56.